# Biblioteca Municipal "Baptista Caetano d'Almeida"
A Biblioteca Municipal Baptista Caetano d`Almeida é a primeira biblioteca pública inaugurada em Minas Gerais. O nome é em homenagem a seu fundador e principal incentivador Baptista Caetano d'Almeida.
No ano de 1824 foram feitas as primeiras tentativas de Baptista inaugurar a Biblioteca. O poder público nem sequer sinalizou qualquer tipo de ajuda para sua criação. Somente em 1827 é que a sonhada Livraria Pública de Vila de São João del-Rei foi inaugurada, provisoriamente em uma sala da Santa Casa de Misericórdia.

## Histórico
Baptista Caetano doou seu acervo particular de aproximadamente oitocentos volumes e financiou as reformas da sala para funcionamento da livraria pública. Dentre outros, o acervo original continha obras completas de Condillac, Mably, Raynal, Diderot, Buffon, Voltaire e pela Enciclopédia Methódica.
Baptista Caetano foi mantenedor da livraria pública até 1836 e faleceu em 1838, ficando a instituição sob os cuidados do município. Recebeu na década de 1840 o acervo bibliográfico do inconfidente José de Resende Costa.

## Atualidade
Atualmente, a Biblioteca Municipal funciona na praça Frei Orlando, 90 (fundos). Tendo seu acervo de obras raras e antigas (editadas entre os séculos XVI e XIX) transferido aos cuidados da Universidade Federal de São João del-Rei, em regime de comodato.